# ガッサントリカブト
ガッサントリカブト（学名：Aconitum gassanense）は、キンポウゲ科トリカブト属の疑似一年草。有毒植物。2003年新種記載の種。
日本の東北地方にふつうに分布するオクトリカブト A. japonicum subsp. subcuneatum に一見似ているが、茎や葉が軟らかく、葉質が薄いので、容易に区別することができる。

## 特徴
地下の塊根はニンジン形から倒卵形で、長さ5cm、径1.5cmになる。茎は基部で径8-12mmになり、屈毛が生え、斜上して高さは100-200cmになり、先端は垂れ、中部ではよく分枝して、枝は広い角度によく伸長する。根出葉と下部の茎葉は、花時には枯れて存在しないことが多い。中部の茎葉の葉柄は長さ4-6.5cmになり、屈毛が生える。
葉の表面は無毛で、裏面の葉脈上に屈毛が生える。葉質は膜質、葉身は半円形で、長さ11-18cm、幅10-12cmになり、掌状に3中裂し、基部から3.5-5cmまで切れ込む。中央裂片は倒卵形から菱形で、長さ6-8cm、幅2.5-5.5m、両脇の裂片はゆがんだ卵形で、長さ9-11cm、幅4.5-7.5cm、さらに2分裂する。各裂片には粗い鋸歯があり、狭卵形から卵形になり、幅6-10mmになる。
花期は8-9月。花は長さ4cmほどの総状花序に3-4個つき、上部から下部に向かって開花する。花柄は長さ3-4cmで湾曲し、短い屈毛が密生し、花柄の小苞は中部付近に1対つき、線形で長さ5mm、幅1mmになる。花は青紫色で、長さは約3cmになる。花弁にみえるのは萼片で、上萼片1個、側萼片2個、下萼片2個の5個で構成される。かぶと状になる上萼片は僧帽形になり、長さ21mm、幅15mmで、外面に屈毛がまばらに生え、前方の嘴は長い。側萼片は円形になり、長さ幅ともに12mm、下萼片は楕円形になり、長さ10-12mm、幅4mmになる。花弁は上萼片の中にかくれて見えないが、柄、舷部、蜜を分泌する距、唇部で構成される。1対あり、無毛で、柄は長さ15mmあってやや内曲し、舷部は長さ8mmあって距に向かって細くなり、距は細くて長く、360度近くに内曲し、唇部は長さ2mmになり、紫青色で、先端は浅く2裂し、反り返る。雄蕊は多数あり、有毛、雌蕊は3個あり、斜上する短毛が密に生える。果実は楕円形で、長さ25mm、幅6mmの袋果になり、斜開し、短い斜上毛が生え、残存花柱は長さ約5mmになり、曲がった嘴状になる。種子は三角錐状で翼があり、長さ5mmになる。染色体数2n=16の2倍体種である。 

## 分布と生育環境
日本固有種。東北地方南部の山形県の月山、朝日山地、福島県側の吾妻山に分布し、温帯林の林縁、林間の草地、渓流沿いの高山草原になどに生育する。月山と朝日山地では、イイデトリカブト Aconitum iidemotanus と同所的に生育する。また、『改訂新版 日本の野生植物 2』の写真では、山形県神室山で撮影された本種が掲載されている。

## 名前の由来
和名ガッサントリカブトは、「月山トリカブト」の意で、門田裕一 (2003) による命名。タイプ標本は、山形県西村山郡西川町に所在する月山山塊の石跳川沿いで採集された。
種小名（種形容語）gassanense は、「月山の」の意味。門田裕一 (2003) によって、Aconitum gassanense Kadota et Shin'ei Kato と新種記載された。

## 種の保全状況評価
絶滅危惧II類 (VU)（環境省レッドリスト）
（2020年、環境省）

都道府県のレッドデータ、レッドリストの選定状況は次の通り。
- 山形県（2013年）絶滅危惧II類(VU)[7]
- 福島県（2020年）絶滅危惧IB類(EN)[8]

## 分類
ガッサントリカブトは、トリカブト属のうち、トリカブト亜属 Subgenus Aconitum、サンヨウブシ節（ツルカラフトブシ節とも）Section Flagellaria、サンヨウブシ列 Series Latifolia に分類される。サンヨウブシ列には、日本産の種としては本種の他、サンヨウブシ Aconitum sanyoense、ジョウシュウトリカブト A. tonense およびイイデトリカブト A. iidemotanus が属する。サンヨウブシ列の種は、温帯に分布し、葉身は膜質から草質で、腎円形となり5-7中裂から浅裂、ときに五角形となり3深裂する共通点をもつ。サンヨウブシとジョウシュウトリカブトは、花柄と上萼片は無毛となり、イイデトリカブトの花柄と上萼片には開出毛と腺毛が生えるが、本種には短い屈毛が生える。

## 新種記載と第2、第3の産地
2001年9月に、山形県の植物研究者である加藤信英は、山形県月山においてトリカブト属の1種を採集し、それを植物学者の門田裕一に送った。門田らが2002年8月に実施した月山での現地調査の結果、オクトリカブト A. japonicum subsp. subcuneatum に似るが、葉質が薄く、茎葉は3中裂すること、花柄に密生する屈毛がやや短いこと、染色体数がオクトリカブトと異なり、2n=16の2倍体であること等から、門田によって新種とされ、2003年2月に記載発表された。新種発表当時は、本種は月山固有の種とされ、月山山塊では、高地にミヤマトリカブト A. nipponicum が、山地帯下部にはオクトリカブトが生育し、それら2n=32の4倍体種に挟まれたエリアに本種が生育することが分かった。あわせて、それまで飯豊山の山形県側のみに生育するとされた、2倍体種であるイイデトリカブトが、本種と同所的に生育することが見いだされた。
2003年9月には、福島県在住の植物研究者が吾妻連峰の福島県側で本種に似たトリカブト属の小群落を見いだした。調査の結果、オクトリカブトに似ているが、月山固有種とされたガッサントリカブトであることが分かり、福島県にも本種が分布していることが分かった。また、門田は、過去に月山で採集されたオクトリカブトとされる標本を調査した結果、本種であることが判明した。さらに、2003年9月の門田による月山の再調査の結果、月山南面の稜線に本種のいくつかの群落が見いだされ、100個体を超える群落も認められた。また、2004年9月には、山形県在住の植物研究者と博物館学芸員による情報により、山形県側の朝日連峰に本種が生育していることが確認された。

## ギャラリー

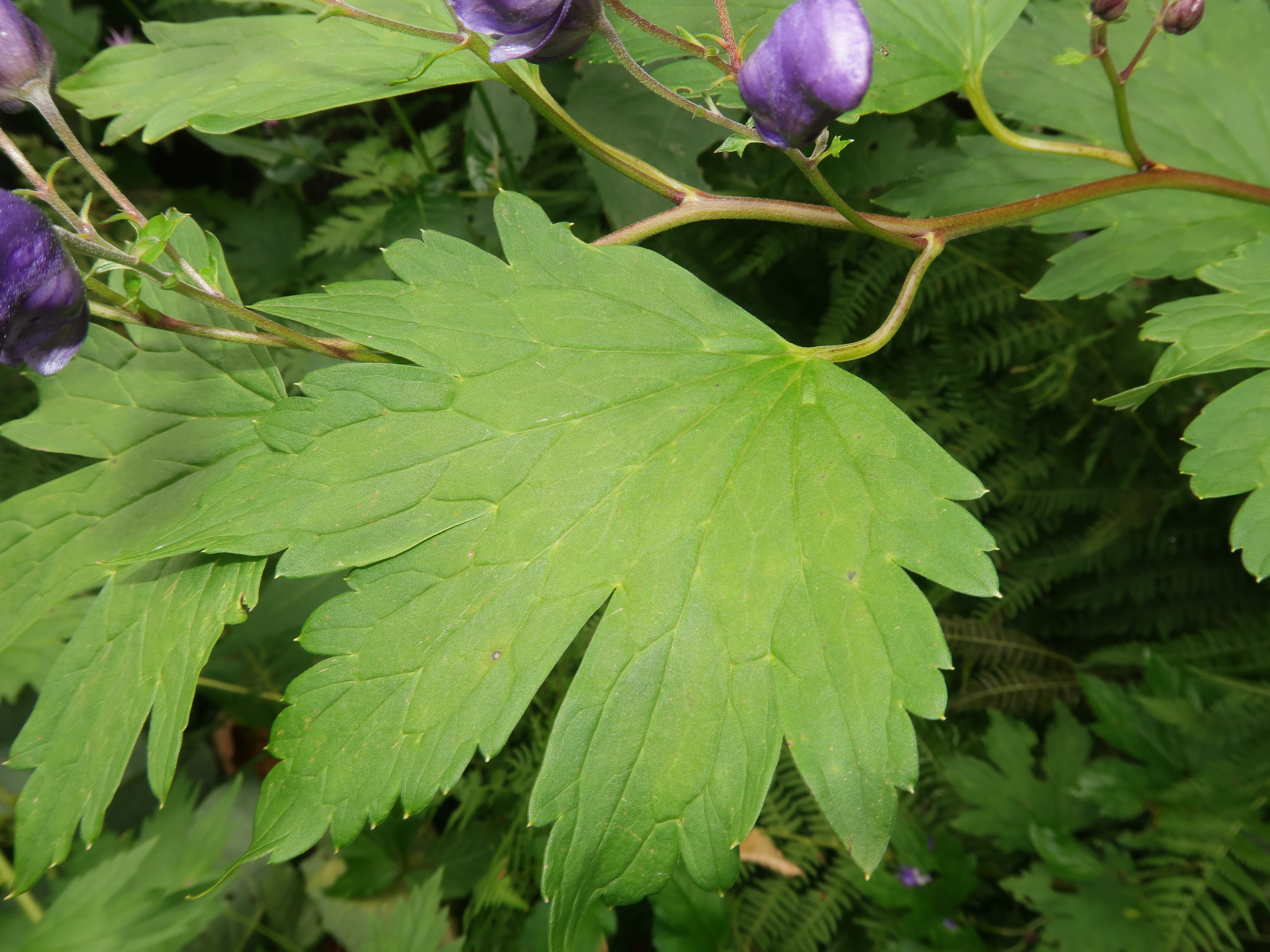
葉は軟らかく、表面は無毛。掌状に3中裂し、両脇の裂片はさらに2分裂する。
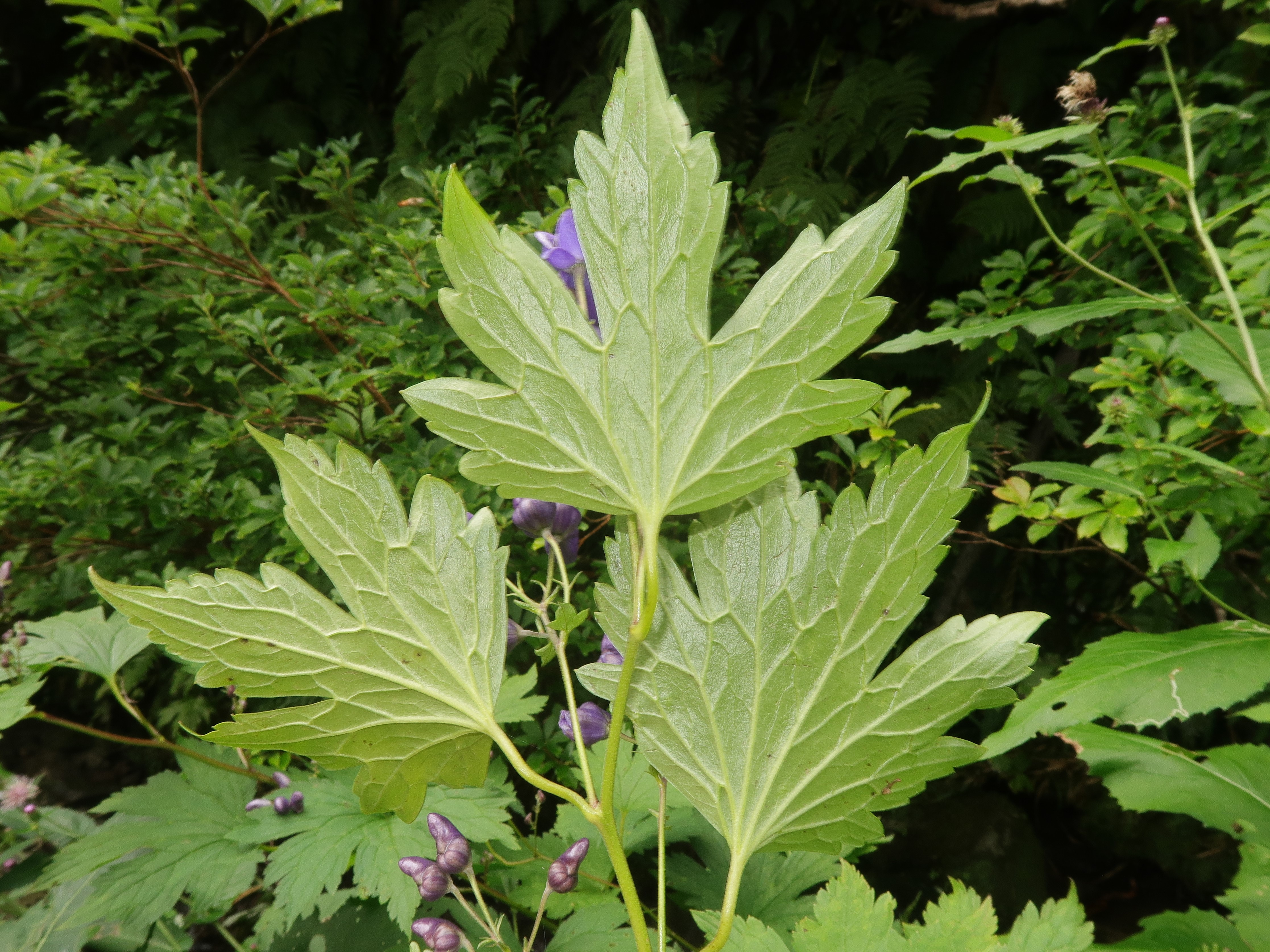
葉の裏面。葉脈上に屈毛が生える。
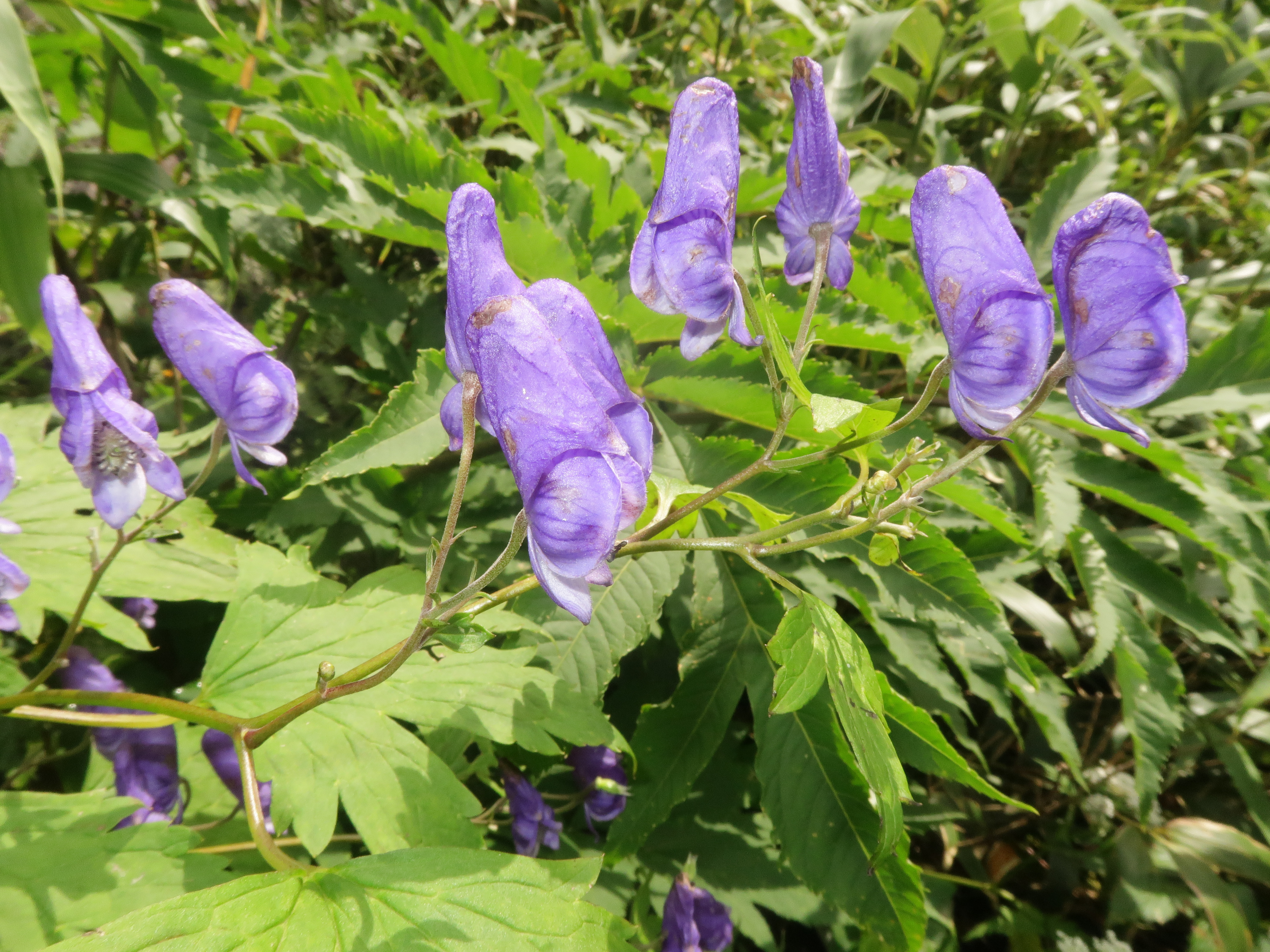
花は総状花序につき、3-4個つく。花弁にみえるのは萼片で、上萼片1個、側萼片2個、下萼片2個の5個で構成される。上萼片の前方の嘴は長い。
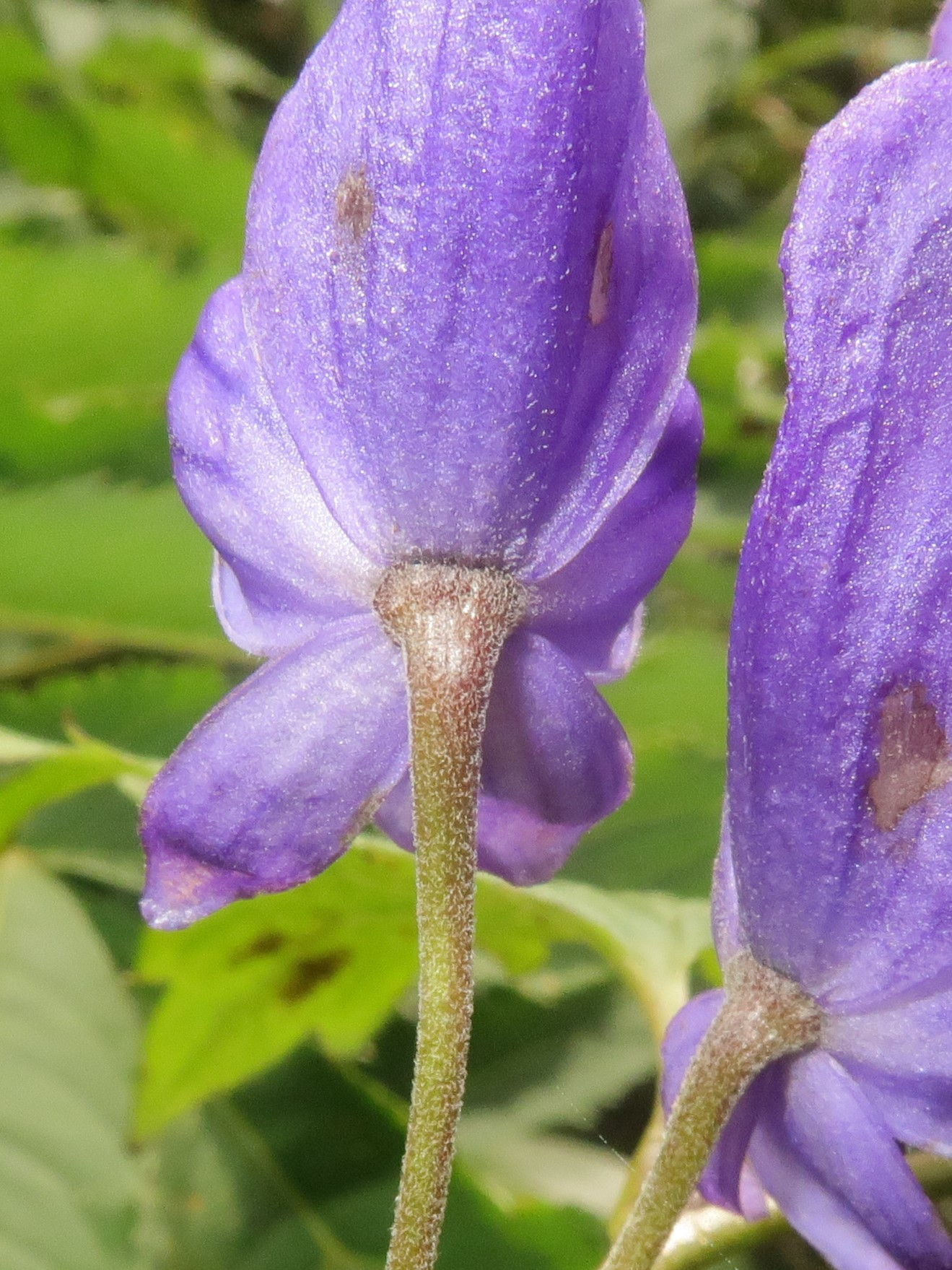
花柄と上萼片に短い屈毛が生える。
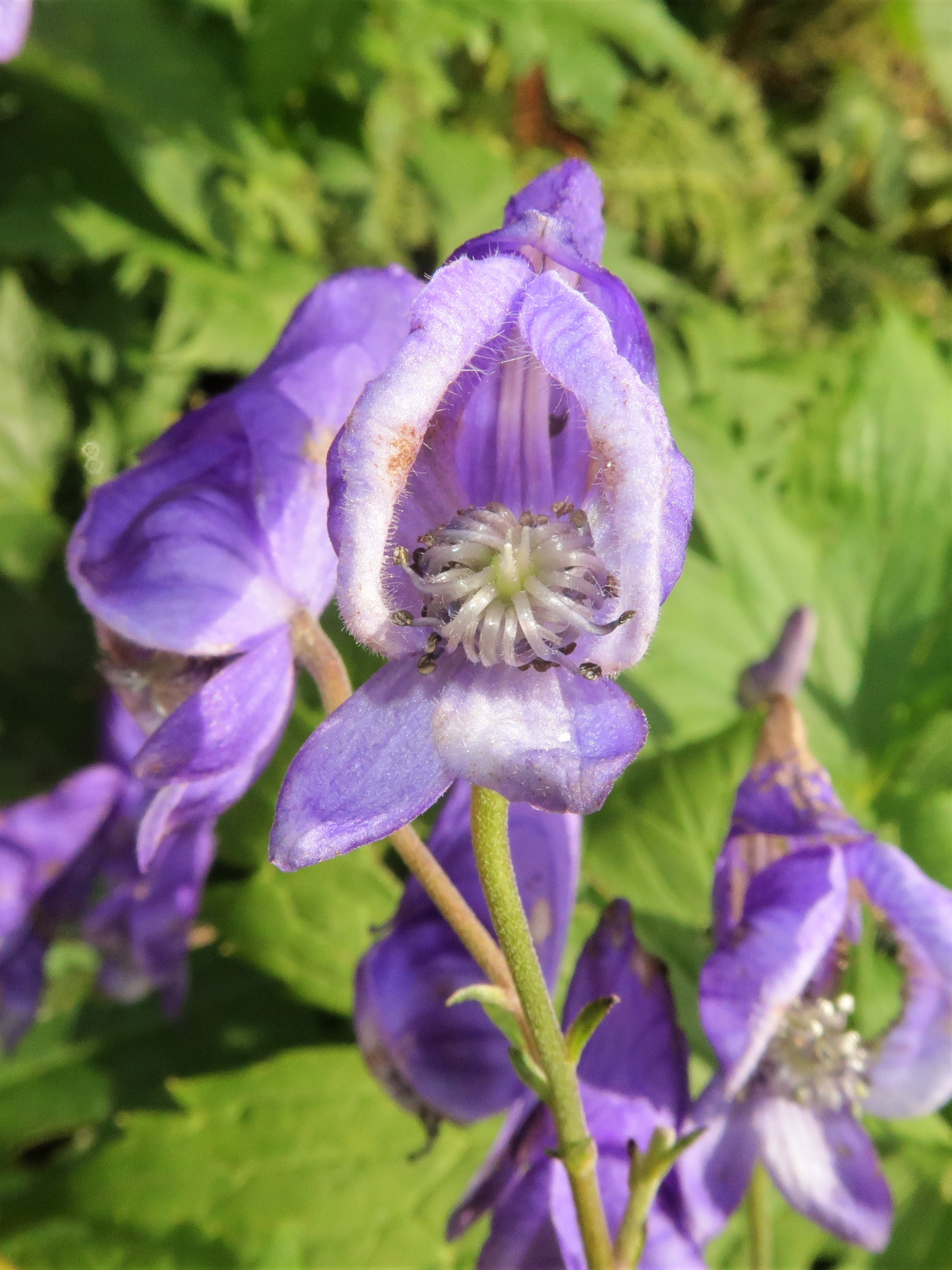
雄蕊は多数あり、有毛、雌蕊は3個あり、斜上する短毛が密に生える。側萼片の奥に花弁の柄部分が見える。
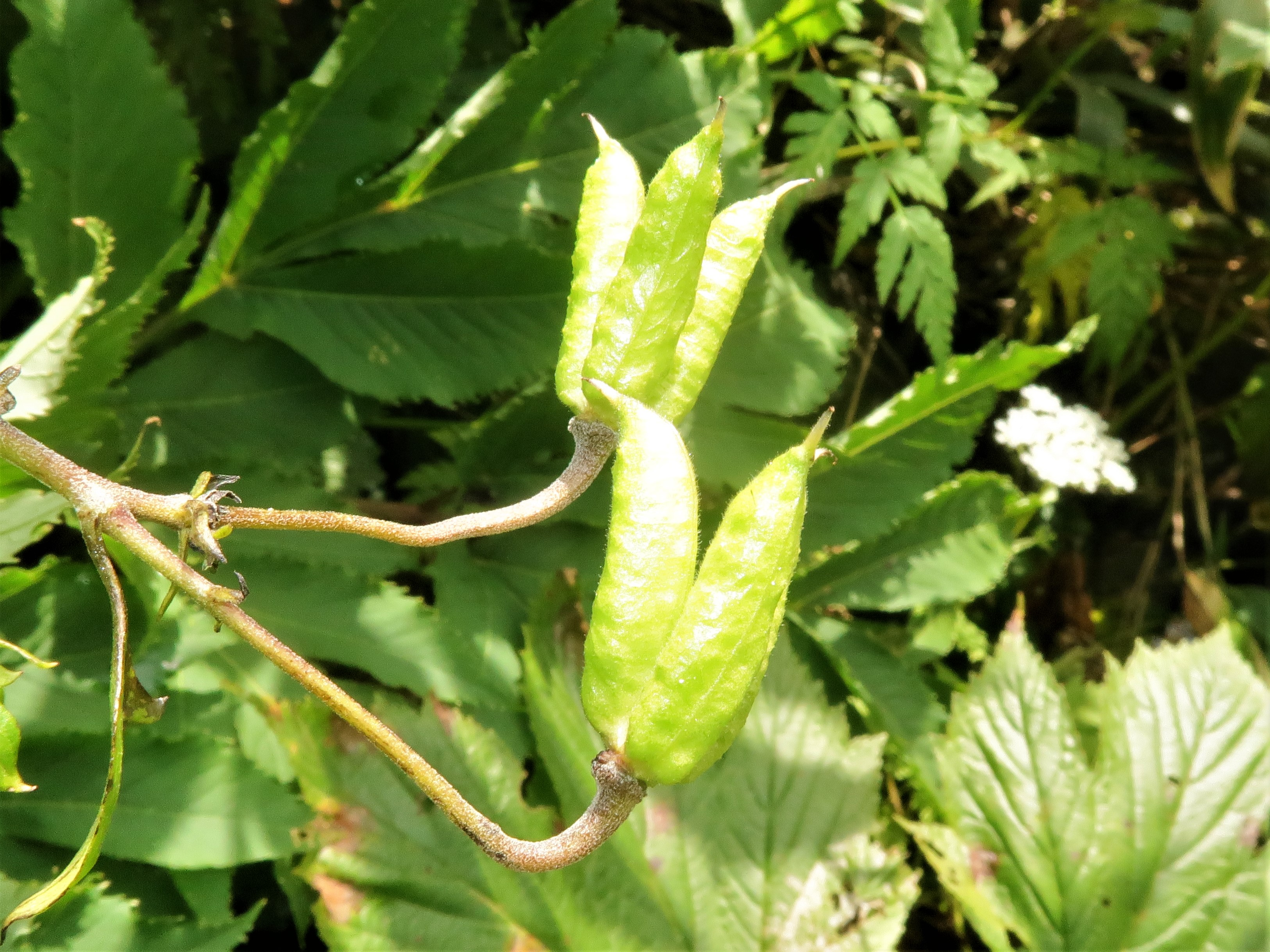
果実は楕円形の袋果になる。
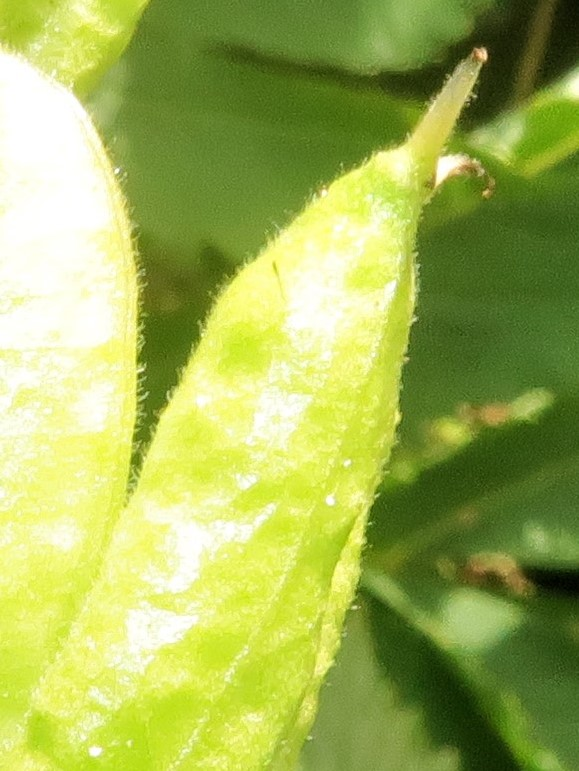
左の部分拡大。袋果に短い斜上毛が生える。